# Termodynamická teplota
Termodynamická teplota (též absolutní teplota nebo zkráceně teplota) je fyzikální stavová veličina dobře definovatelná pro termodynamické systémy ve stavu termodynamické rovnováhy, rostoucí s růstem vnitřní energie systému. Její nerovnost určuje směr samovolného (tedy bez konání práce) přestupu tepla od teplejšího systému k systému chladnějšímu, uvedou-li se do tepelného kontaktu.

## Značení
- Symbol veličiny: T (lat. temperatura)
- Základní jednotka SI: kelvin, značka jednotky K
- Další používané jednotky: stupeň Rankina °R

## Měřící přístroje
- teploměr kapalinový (rtuťový, galinstanový, lihový), plynový, teploměr bimetalový, teploměr elektrický (termoelektrický, odporový), teploměr radiační (pyrometr)